# Pierre-Gaston Jourdain
 (octobre 2022).
Pierre-Gaston Jourdain, né le 7 avril 1844 à Villeneuve-l'Archevêque et mort le 4 mars 1886 à Versailles, est un peintre français.

## Biographie
Élève de Sébastien Cornu, il expose au Salon entre 1866 et 1881.
Il épouse Edwige Chwedler, puis devient professeur de dessin.
En 1868, il concourt pour le prix de Rome avec La Mort d'Astyanax.
Il meurt à l'âge de 41 ans à Versailles où il habitait.